# Ilaria Bianchi
Ilaria Bianchi (Castel San Pietro Terme, 6 de enero de 1990) es una deportista italiana que compite en natación, especialista en el estilo mariposa.
Ganó una medalla de oro en el Campeonato Mundial de Natación en Piscina Corta de 2012, cuatro medallas en el Campeonato Europeo de Natación entre los años 2012 y 2016, y seis medallas en el Campeonato Europeo de Natación en Piscina Corta entre los años 2011 y 2021.
Participó en cuatro Juegos Olímpicos de Verano, entre los años 2008 y 2020, ocupando el quinto lugar en Londres 2012, en la prueba de 100 m mariposa y el octavo en Río de Janeiro 2016, en 4 × 100 m estilos.

## Palmarés internacional
| Campeonato Mundial en Piscina Corta | Campeonato Mundial en Piscina Corta | Campeonato Mundial en Piscina Corta | Campeonato Mundial en Piscina Corta |
| Año                                 | Lugar                               | Medalla                             | Prueba                              |
| ----------------------------------- | ----------------------------------- | ----------------------------------- | ----------------------------------- |
| 2012                                | Estambul (Turquía)                  | Medalla de oro                      | 100 m mariposa                      |
| Campeonato Europeo                  |                                     |                                     |                                     |
| Año                                 | Lugar                               | Medalla                             | Prueba                              |
| 2012                                | Debrecen (Hungría)                  | Medalla de plata                    | 4 × 100 m estilos                   |
| 2014                                | Berlín (Alemania)                   | Medalla de bronce                   | 100 m mariposa                      |
| 2016                                | Londres (Reino Unido)               | Medalla de plata                    | 4 × 100 m estilos                   |
| 2016                                | Londres (Reino Unido)               | Medalla de bronce                   | 100 m mariposa                      |
| Campeonato Europeo en Piscina Corta |                                     |                                     |                                     |
| Año                                 | Lugar                               | Medalla                             | Prueba                              |
| 2011                                | Szczecin (Polonia)                  | Medalla de bronce                   | 100 m mariposa                      |
| 2012                                | Chartres (Francia)                  | Medalla de oro                      | 100 m mariposa                      |
| 2013                                | Herning (Dinamarca)                 | Medalla de bronce                   | 4 × 50 m estilos mixto              |
| 2017                                | Copenhague (Dinamarca)              | Medalla de plata                    | 200 m mariposa                      |
| 2019                                | Glasgow (Reino Unido)               | Medalla de plata                    | 200 m mariposa                      |
| 2021                                | Kazán (Rusia)                       | Medalla de bronce                   | 200 m mariposa                      |